# Restricció del creixement intrauterí
La restricció del creixement intrauterí (RCIU), o restricció del creixement fetal, és el creixement pobre d'un fetus mentre està l'úter durant l'embaràs. L'RCIU es defineix per les característiques clíniques de la malnutrició i l'evidència de creixement reduït independentment del percentil del pes en néixer del nadó. Les causes de l'RCIU són àmplies i poden implicar complicacions maternes, fetals o placentàries.
Almenys el 60% dels 4 milions de morts neonatals que es produeixen a tot el món cada any s'associen amb baix pes en néixer (BPN), causat per la restricció del creixement intrauterí (RCIU), part prematur i anomalies genètiques, demostrant que la desnutrició ja és un dels principals problemes de salut en el part.
La restricció del creixement intrauterí pot provocar que un nadó sigui petit per a l'edat gestacional (PEG), que es defineix més comunament com un pes per sota del percentil 10è per a l'edat gestacional. Al final de l'embaràs, pot ocasionar un baix pes en néixer.

## Tipus
Hi ha dues categories principals d'RCIU: pseudo RCIU i RCIU veritable
Amb pseudo RCIU, el fetus té un pes en néixer per sota del percentil 10è per a l'edat gestacional corresponent, però té un índex ponderal, presència de greix subcutani i proporció corporal normals. La pseudo RCIU es produeix a causa d'un curs intrauterí sense incidents i es pot rectificar amb una atenció i una nutrició postnatals adequades. Aquests nadons també s'anomenen petits per a l'edat gestacional.
L'RCIU veritable es produeix a causa de condicions patològiques que poden ser d'origen fetal o matern. A més del baix pes corporal, tenen un índex ponderal anormal, una desproporció corporal i una baixa presència de greix subcutani. Hi ha dos tipus: simètric i asimètric. Algunes condicions s'associen amb restriccions de creixement tant simètriques com asimètriques.